# Кессель, Александр Рахмиэлевич
Александр Рахмиэлевич Кессель (20 ноября 1935, Одесса, СССР — 23 июня 2003, Казань, РФ) — советский и российский физик-теоретик, академик РАЕН (1991), доктор физико-математических наук (1974), профессор (1981), заслуженный деятель науки РФ. Лауреат государственной премии Республики Татарстан в области науки и техники и золотой медали имени П. Л. Капицы.

## Биография
В 1958 окончил физико-математический факультет Казанского государственного университета. Работал в КФТИ, пройдя путь от аспиранта до заведующего лабораторией. В 1975 становится заведующим лаборатории резонансных явлений ФИЦ КазНЦ РАН. Являлся профессором Казанского университета.

## Вклад в науку
Исследования посвящены теории магнитных явлений. Предсказал переходные процессы нового типа в спиновых системах. Предложил теорию магнитного резонанса магнетика с сильным обменным взаимодействием изинговского типа и дал аналитическое подтверждение гипотезы о существовании спиновой температуры и сокращения статистического описания. Разработал метод нахождения потенциалов косвенного взаимодействия локализованных квантовых частиц без предположения о малости их связи с полями-переносчиками взаимодействия. Обнаружил электроакустическое эхо в пьезоэлектрических материалах и установил его природу. Получил гамильтониан косвенного электрического дипольного взаимодействия оптических двухуровневых атомов. Вывел на основе нового гамильтониана кинетические уравнения для оптических систем. В последние годы работал в области квантовой информатики.

## Публикации
Автор более 160 научных публикаций.
- Кессель А. Р. Ядерный акустический резонанс. М.: Наука, 1969. — 215 с.
- Кессель А. Р., Берим Г. О. Магнитный резонанс изинговых магнетиков. М.: Наука, 1982. — 147 с.